# Кеймус
Кеймус (англ. Keimoes) — город в Северо-Капской провинции ЮАР. Расположен на северном берегу реки Оранжевой, в 43 км к юго-западу от Апингтона и 76 км севернее города Кенхардт. Муниципальный статус получил в 1949 году. Название, взятое из одного из готтентотских языков, означает «большой глаз», то есть «источник» или «фонтан».